# Vela Draga

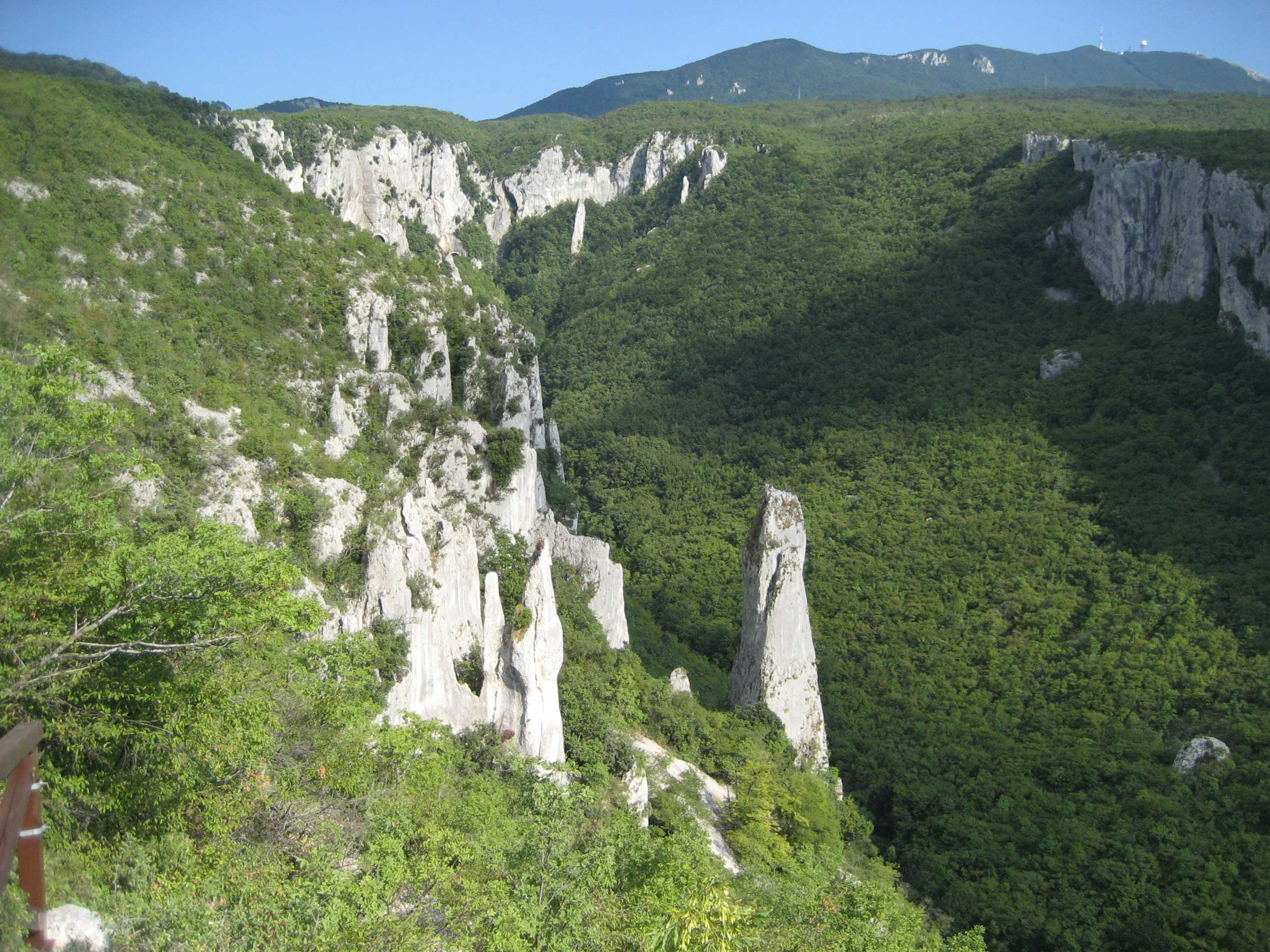
Die Vela Draga im Naturpark Učka bei Rijeka

Die Vela Draga ist ein Naturschutzgebiet in Kroatien. Es liegt an der Westseite des Naturpark Učka und steht seit dem Jahr 1963 unter Naturschutz. Seit dem Jahr 1998 steht der Canyon auch als geomorphologisches Naturdenkmal unter staatlichem Schutz.

## Beschreibung

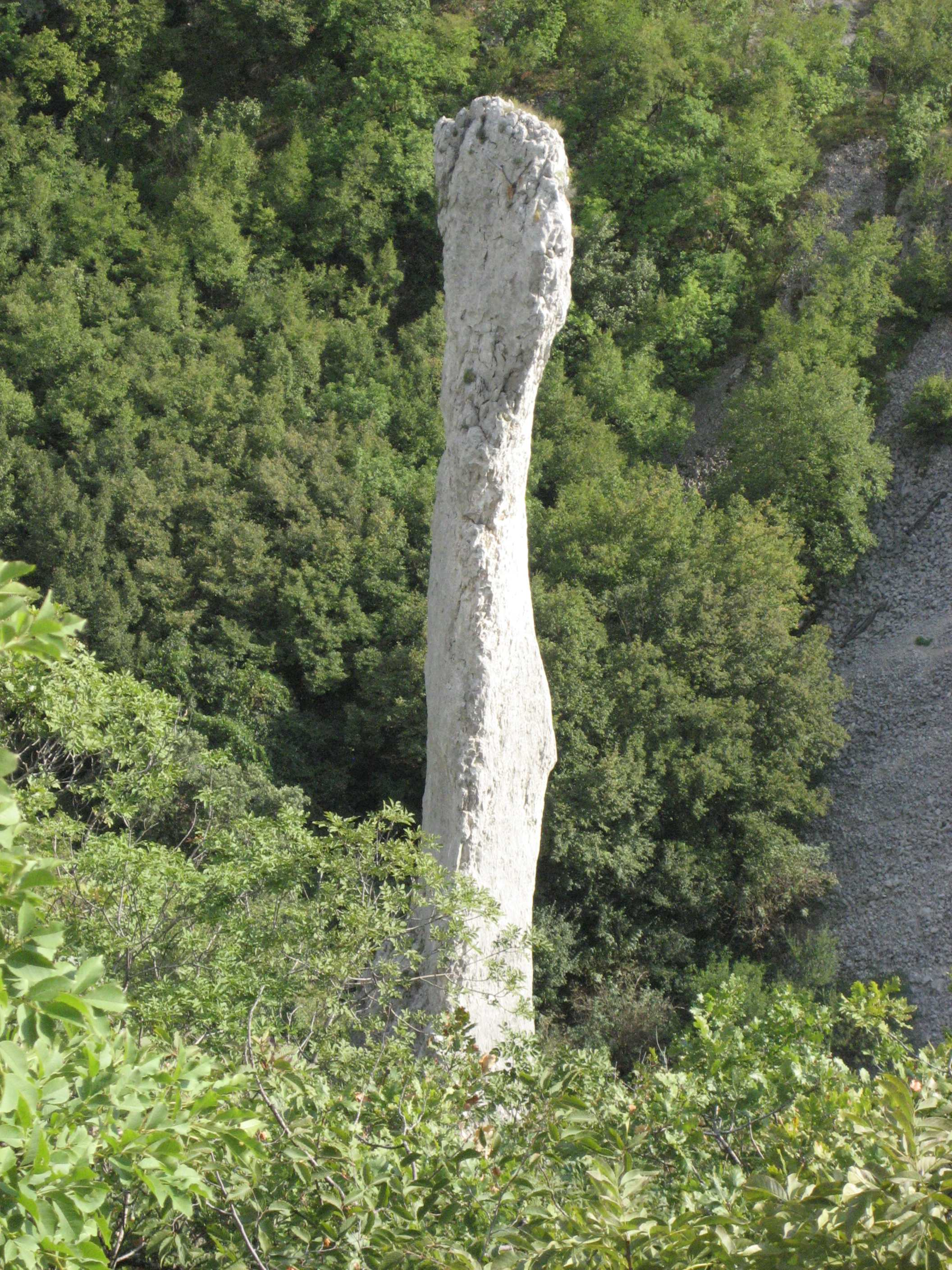
Eine der zahlreichen Vela-Draga-Kalksäulen

In dem lange Zeit weitgehend unbekannten canyonartigen Tal ragen bis zu 100 m hohe Kalksäulen und Felsen empor. Im Jahr 2004 wurde am Rand des eindrucksvollen Canyons ein geologischer Lehrpfad angelegt. An zahlreichen Schautafeln stehen entlang dieses Pfades Informationen über das Tal. 
Die schwer zugänglichen Felsformationen der Vela Draga bieten Lebensraum für zahlreiche geschützte Tier- und Pflanzenarten. Unter anderem leben dort die selten gewordenen Alpensegler, Steinadler und Wanderfalken.
Archäologischen Funden in der Höhle Pupčina Peč zufolge wurde die Vela Draga bereits seit etwa 12.000 v. Chr. bewohnt. Möglicherweise waren einige der prägnanten Felsen prähistorische Kultstätten.